# Anne de Gontaut
Anne de Gontaut, comtesse de Noailles (vers 1520 - 26 septembre 1586), est une aristocrate française et l'épouse d'Antoine de Noailles, amiral de France et ambassadeur de France en Angleterre de 1553 à 1556. Après la mort de son mari en 1562, Jeanne devient dame d'honneur de la reine douairière de France, Catherine de Médicis.

## Biographie
Anne est la fille de Raymond de Gontaut, seigneur de Cabrerès et de Françoise de Bonafos, dame de Lentour. Le 31 mai 1540, après quatre ans de cour, un contrat de mariage est signé avec Antoine de Noailles, 1er comte de Noailles. Son père est d'abord contre leur union, cependant, douze lettres de cachet du roi François Ier le persuadent de donner son consentement .
Le couple a huit enfants, dont :
- Marie de Noailles (née en 1543),
- Françoise de Noailles (née en 1548),
- Marthe de Noailles (née en 1552),
- Henri de Noailles (5 juillet 1554-13 mai 1623), comte d'Ayen, épouse le 22 juin 1578 Jeanne Germaine d'Espagne, avec qui il a trois enfants, dont François de Noailles, comte d'Ayen (1584-1645),
- Françoise de Noailles (née après juin 1556).

En 1553, son mari est nommé ambassadeur de France en Angleterre. Anne l'accompagne, mais a peu d'influence sur sa carrière. Elle rend visite à la reine Marie Ire , et écrit de nombreuses lettres, dont beaucoup sont conservées . Son fils unique, Henri, naît à Londres, et la reine Marie est sa marraine, la comtesse de Surrey agissant en son nom lors de la cérémonie . Anne est enceinte de son plus jeune enfant, Françoise, quand elle et son mari reviennent en France à la fin de son mandat à la cour d'Angleterre.
Après la mort d'Antoine de Noailles en 1562, elle devient dame d'honneur de Catherine de Médicis, reine douairière de France . Elle est aussi la gouvernante des filles d'honneur de la reine Élisabeth d'Autriche. 
Elle meurt le 26 septembre 1586 à l'âge de 66 ans.